# Jankov (district de České Budějovice)
Pour les articles homonymes, voir Jankov.
Jankov (en allemand : Jankau) est une commune du district de České Budějovice, dans la région de Bohême-du-Sud, en République tchèque. Sa population s'élevait à 383 habitants en 2023.

## Géographie
Jankov se trouve à 14 km à l'ouest de České Budějovice et à 124 km au sud de Prague.
La commune est limitée par Záboří au nord-ouest et au nord, par Čakov, Kvítkovice et Habří à l'est, par Křemže au sud et par Nová Ves à l'ouest.

## Histoire
La première mention écrite du village date de 1379.

## Administration
La commune se compose de deux sections :
- Holašovice
- Jankov

## Patrimoine
Le hameau de Holašovice, dépeuplé après la Seconde Guerre mondiale, possède un ensemble remarquable de constructions de style « baroque rural », qui est classé au Patrimoine mondial par l'UNESCO depuis 1998.

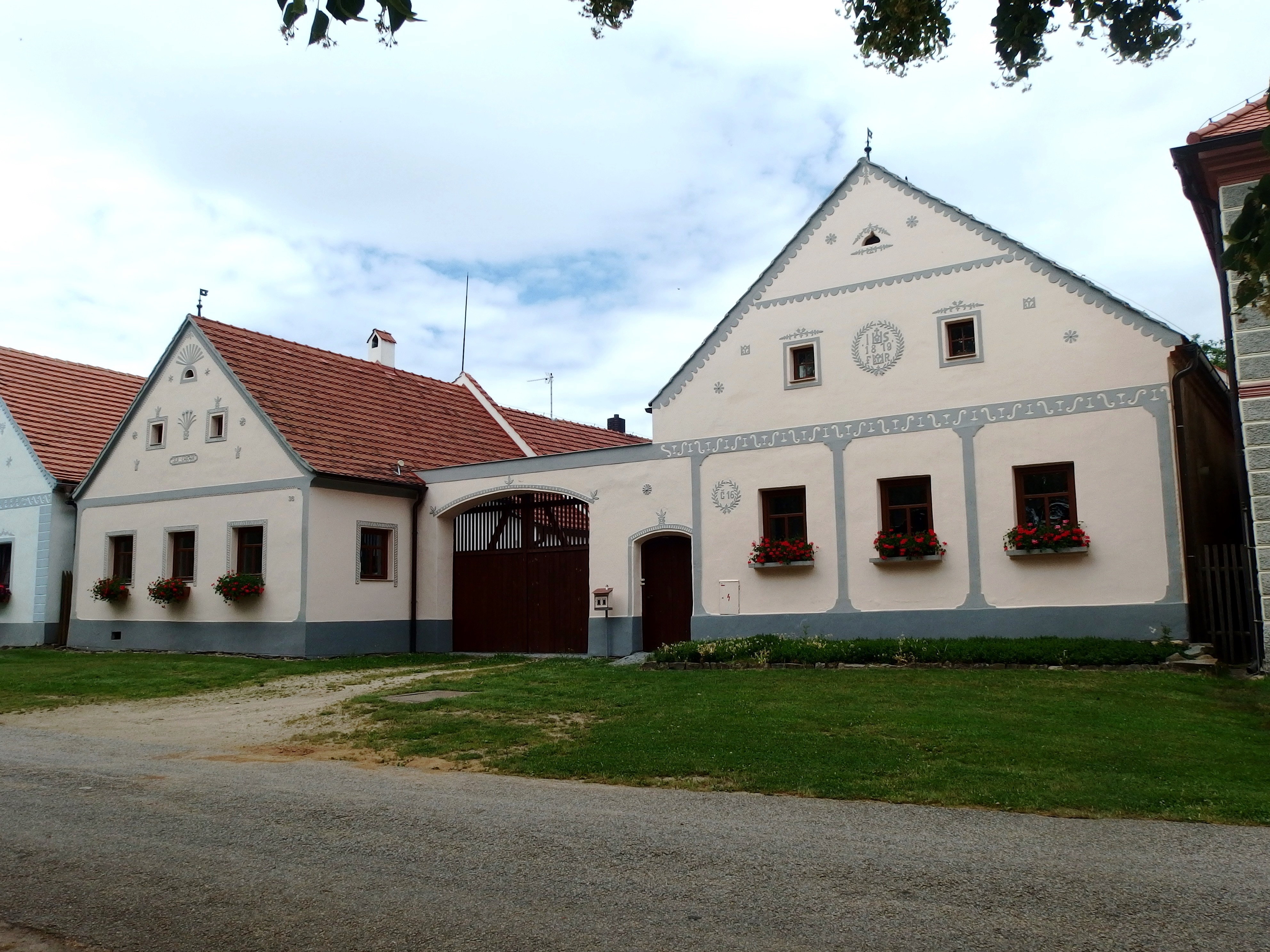
Maison baroque no 16.
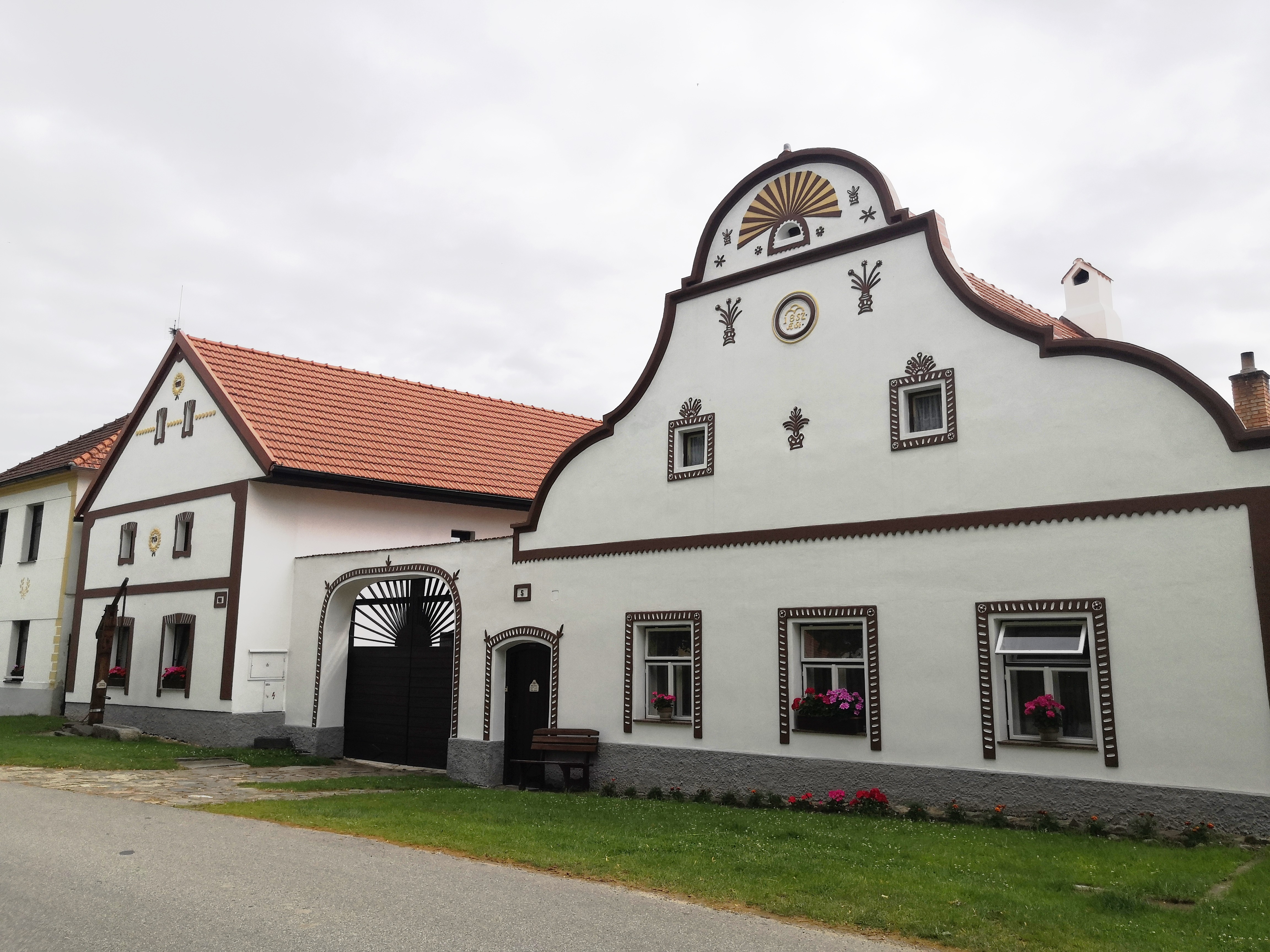
Maison baroque no 5.

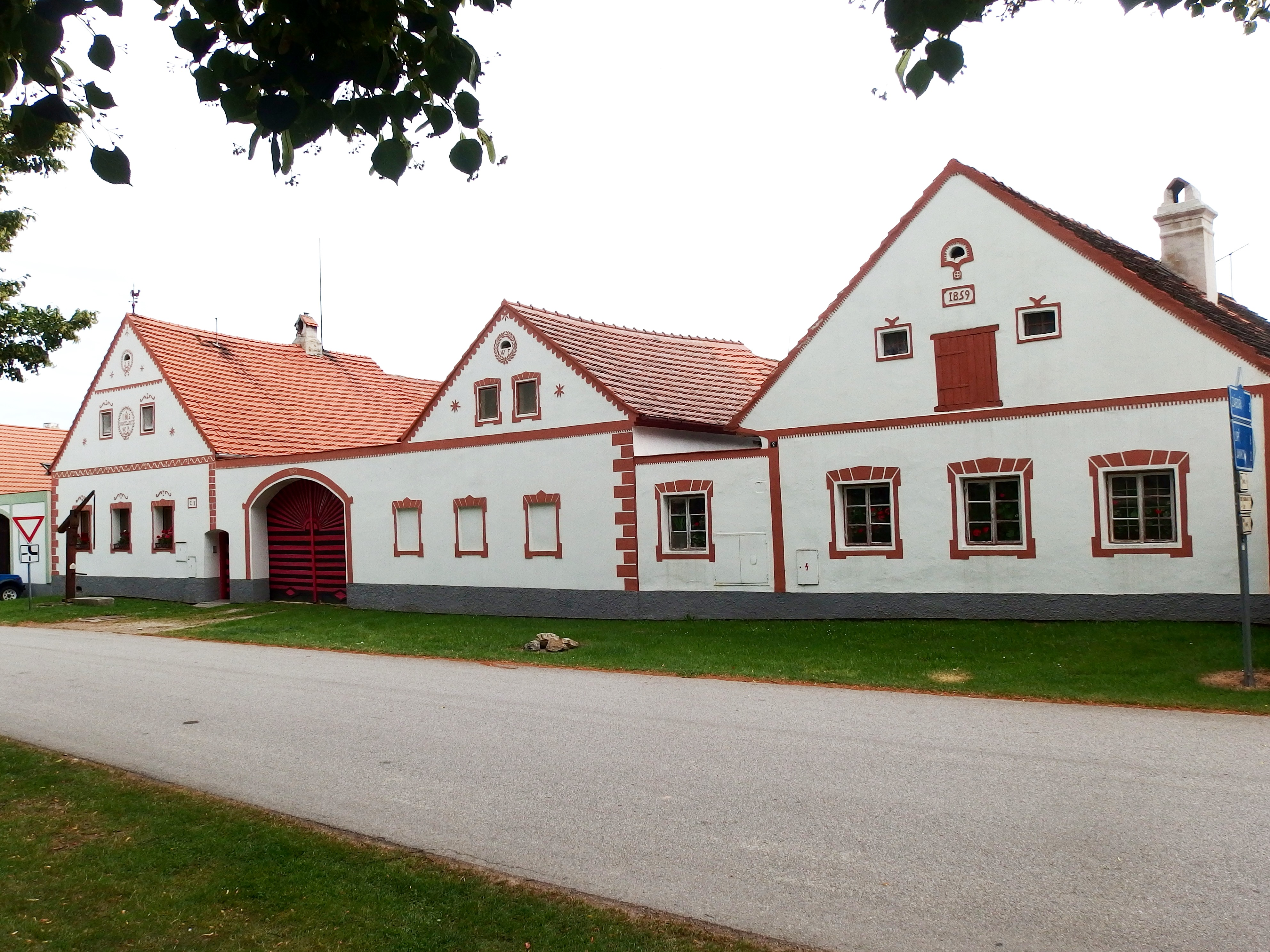
Maison baroque no 1.
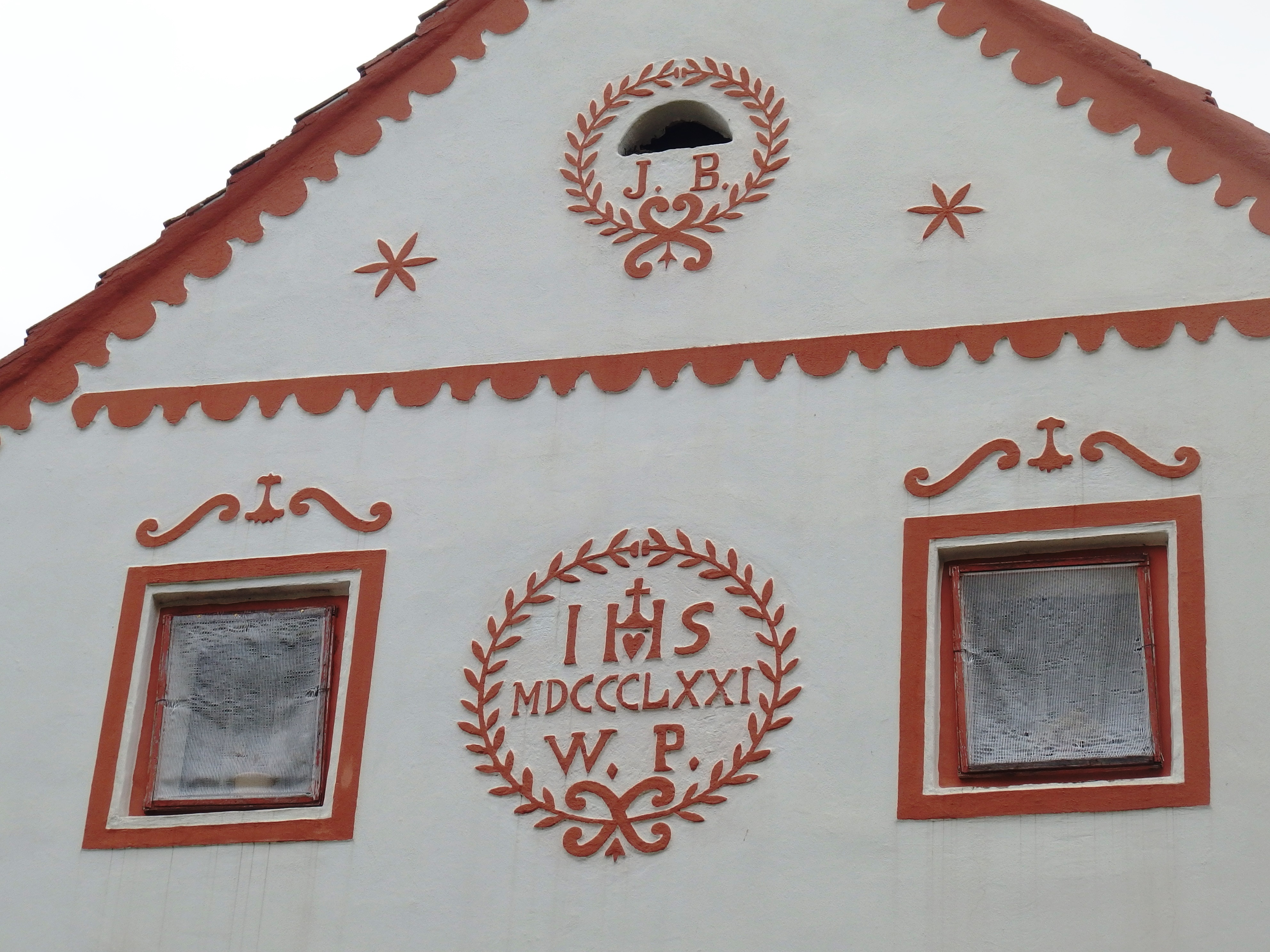
Détail de la maison.

## Transports
Par la route, Jankov se trouve à 16 km de České Budějovice et à 165 km de Prague.